# Штадлер, Тони
'Тони Штадлер (нем. Toni Stadler; 5 сентября 1888[…], Мюнхен — 5 апреля 1982[…], Мюнхен) — немецкий скульптор и художник-график.

## Жизнь и творчество
Тони Штадлер родился в семье известного австро-баварского художника-пейзажиста Антона фон Штадлера. Мастерство скульптуры изучал в 1906—1907 годах в мюнхенской Высшей школе художественных ремёсел  (Kunstgewerbeschule) и с 1909 года — в Мюнхенской академии изобразительных искусств. Брал также уроки у скульптора-анималиста Августа Гауля в Берлине (1909—911 годы). В 1911 году молодой скульптор возвращается в Мюнхен. С началом Первой мировой войны Штадлер уходит на фронт, где и находится вплоть до окончания военных действий в 1918 году.
В период с 1919 и по 1924 год Штадлер вновь поступает и учится в баварской Академии художеств, в классе скульптора Германа Хана. Затем уезжает в Париж (1927), где его преподавателем становится Аристид Майоль. В 1938 году скульптор знакомится во Флоренции с Гансом Пуррманом, ставшим его близким другом. В 1938 году Штадлер получает государственную поощрительную стипендию, в 1939—1945 годы он преподаёт пластику, и с 1942 года назначается профессором в Высшей государственной школе искусств во Франкфурте-на-Майне. 6 июля 1939 года в «День немецкого искусства», в день открытия Большой немецкой художественной выставки в Мюнхене Тони Штадлеру Адольфом Гитлером присваивается звание профессора искусств. После окончания Второй мировой войны Штадлер в 1946—1955 годы служит профессором при мюнхенской Академии художеств. В 1953 году становится вице-президентом Академии. В 1951—1973 годы входит в состав руководства Союза художников Германии (западной).
Тони Шталер участвовал в художественных выставках современного искусства documenta в Касселе: documenta 1 (1955), documenta II (1959) и documenta III в 1964 году.

## Семья
Тони Штадлер был дважды женат. В 1925 году он вступил в брак с Геддой фон Каульбах, дочерью живописца Фридриха Августа фон Каульбаха. В 1942 году он женился вторично, на своей ученице Приске фон Мартин. Скончался в возрасте 93 лет, приблизительно через четыре недели после смерти своей жены Приски от болезни, связанной с деменцией. Похоронен на мюнхенском кладбище Вальдфридхоф в одной могиле со своей супругой Приской.

## Галерея

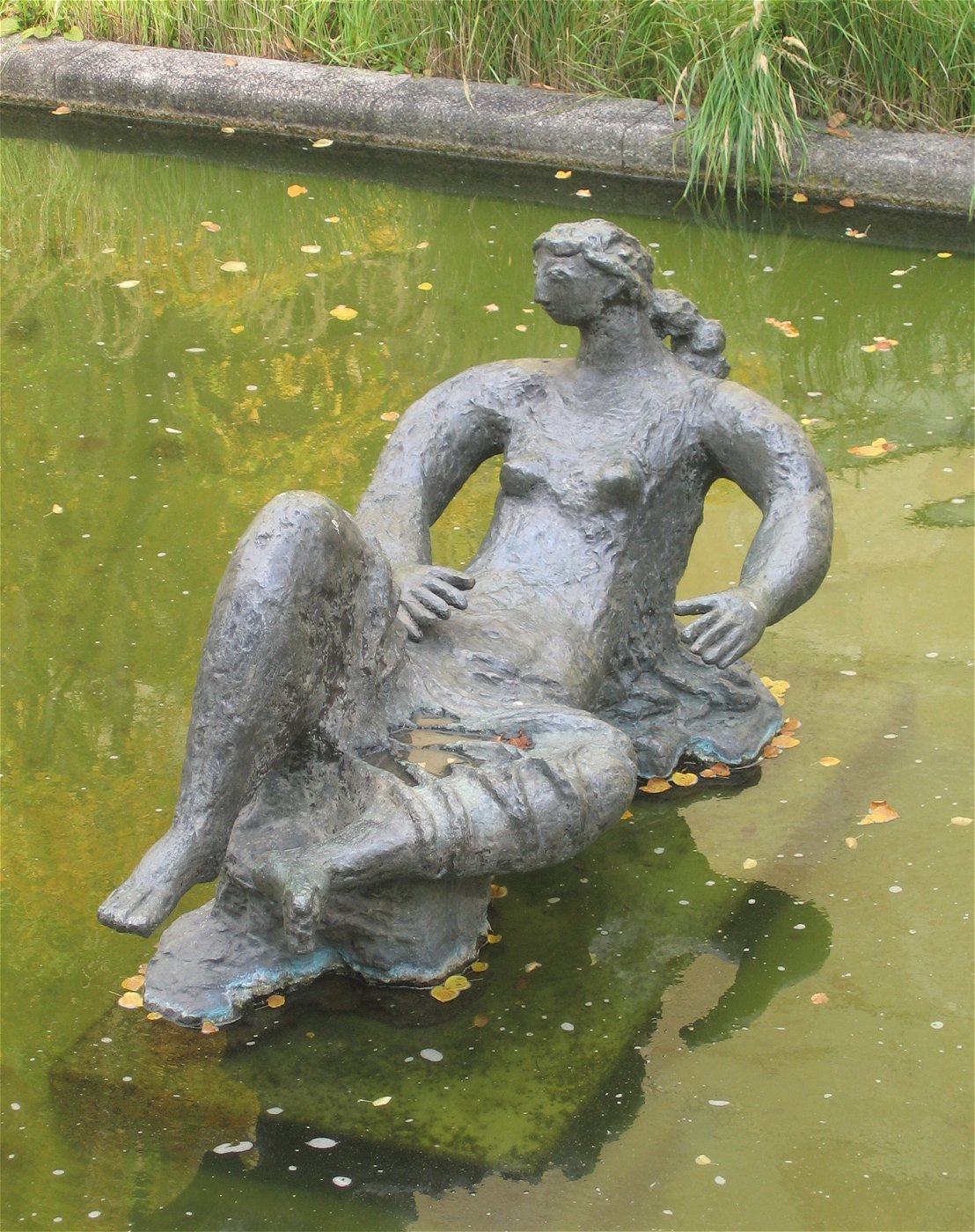
Эгейя. 1961. Новая Пинакотека, Мюнхен
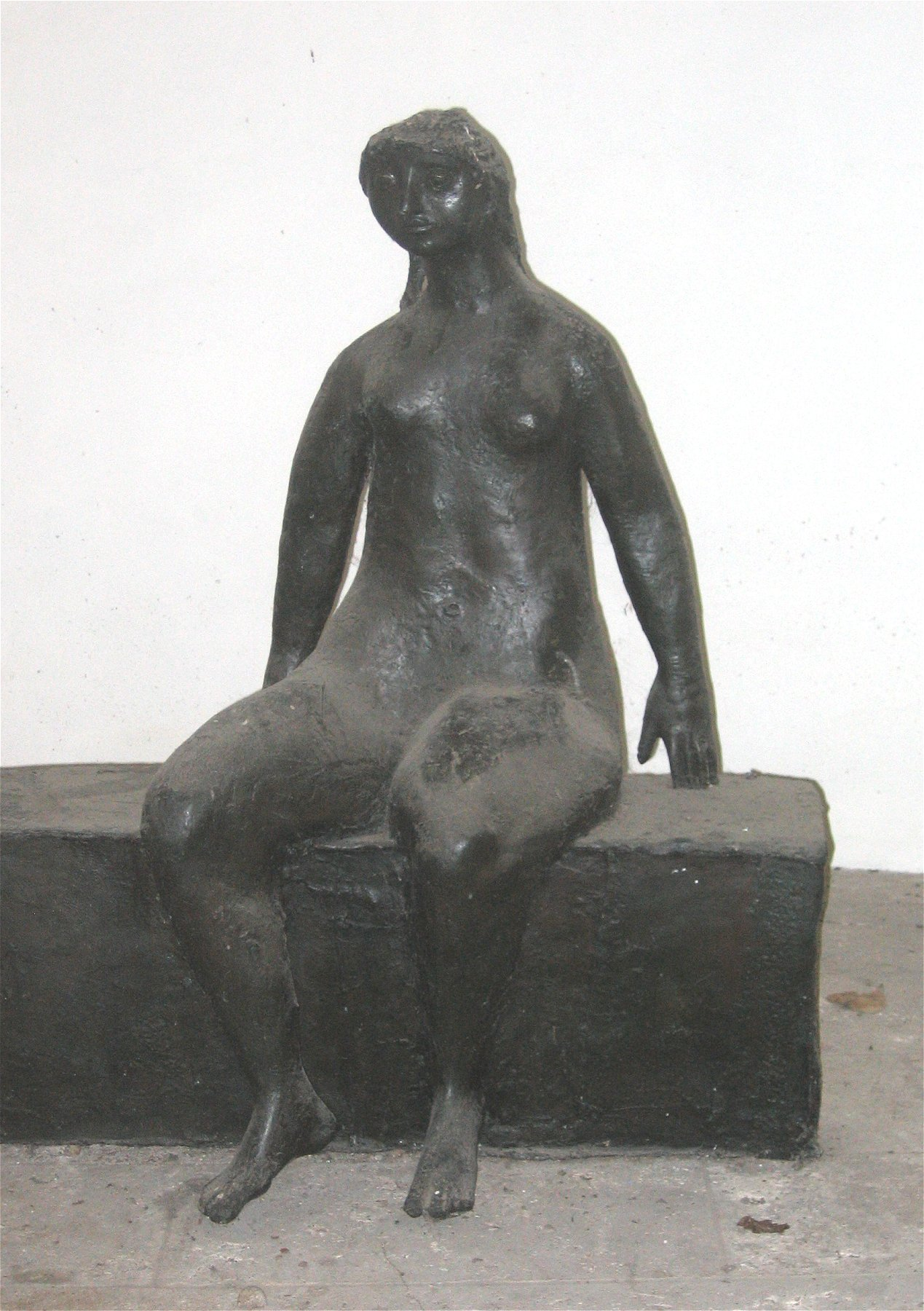
Памятник Генриху Гейне. 1957-1958. Бронза. «Сад поэтов», Мюнхен
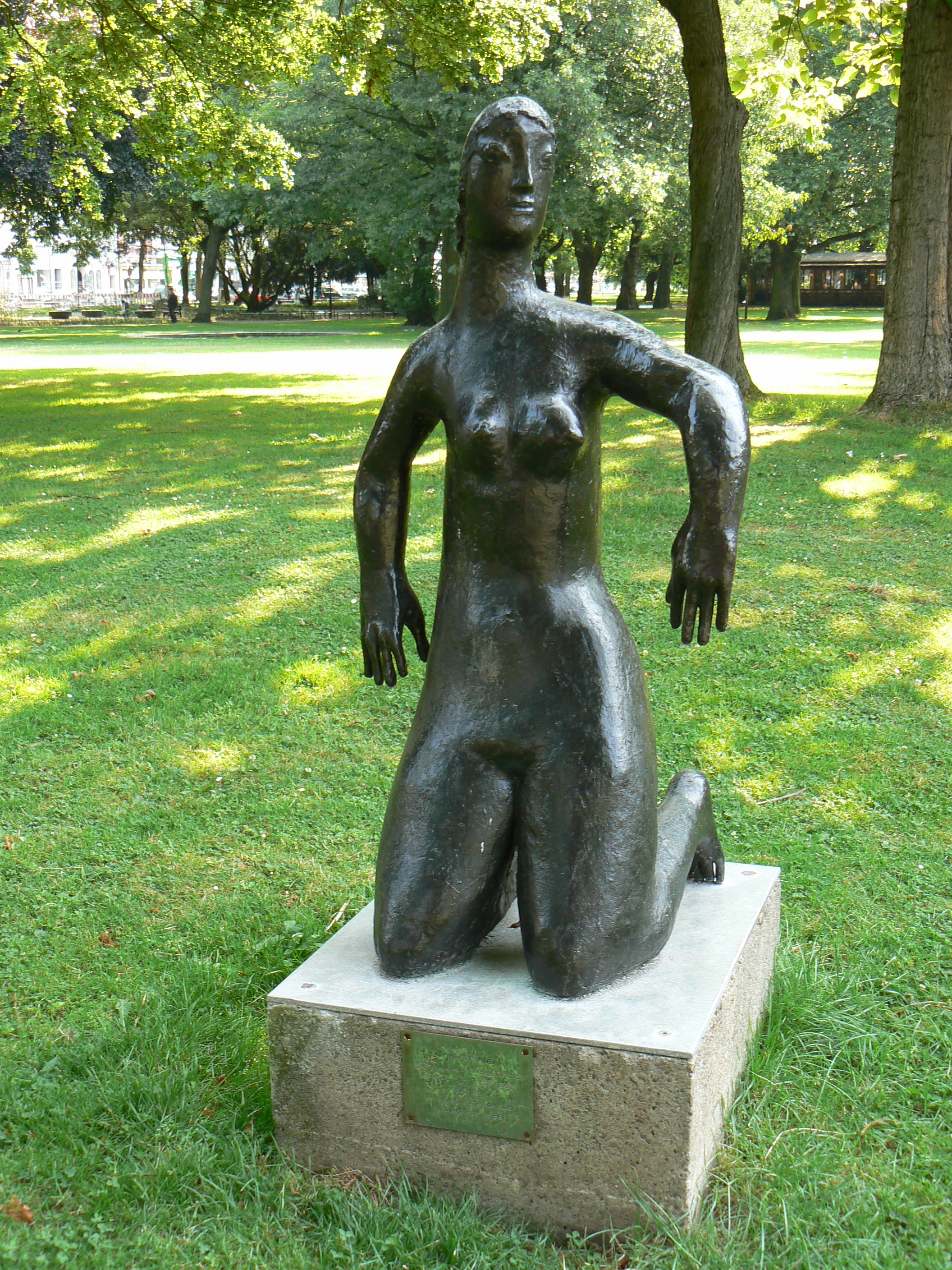
Эос. 1958. Мзей Лембрук, Дуйсбург
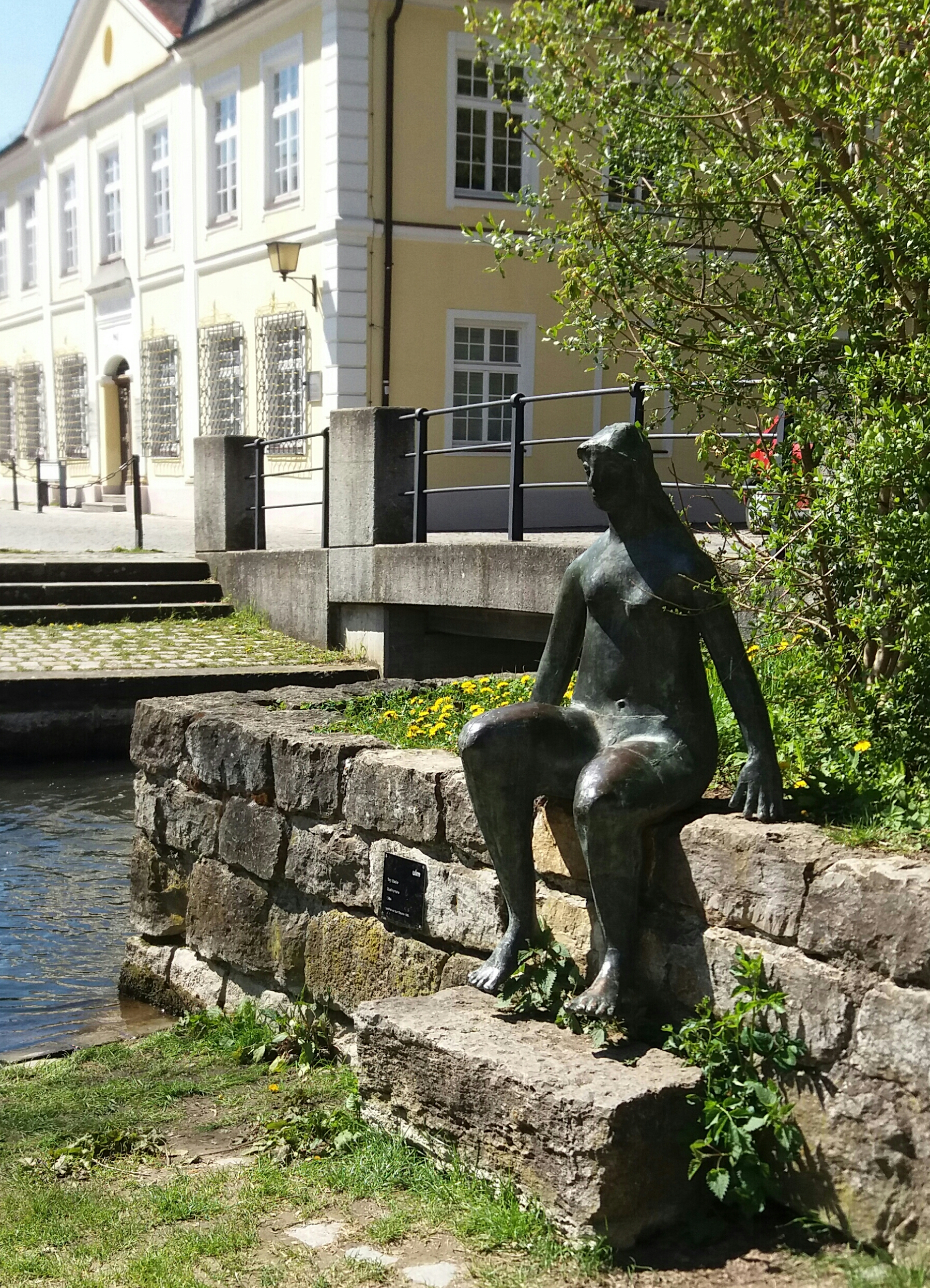
Нимфа ручья. 1982. Ульм
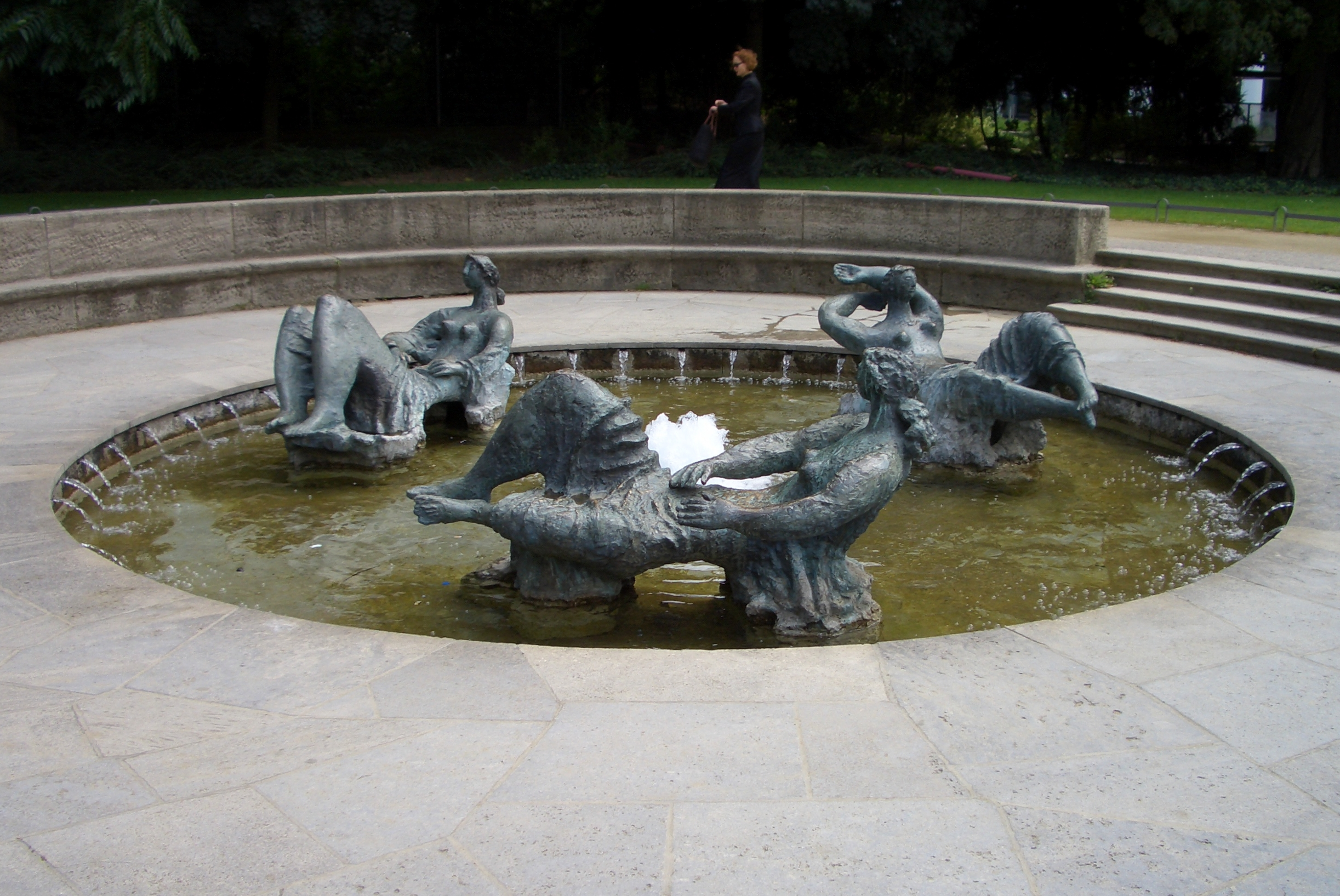
Грации. 1963. Франкфурт-на-Майне
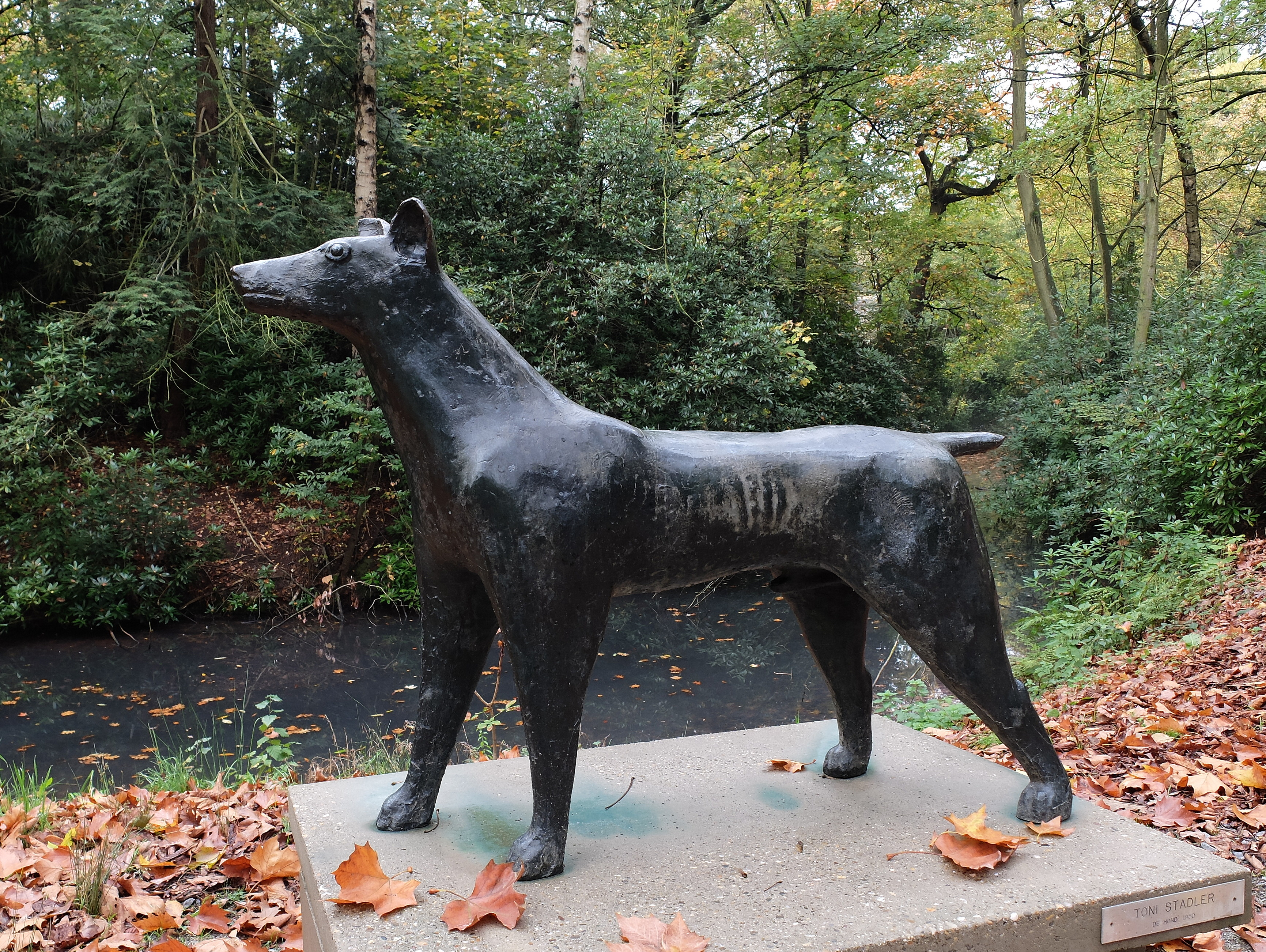
Собака. 1950

## Награды
- 1934/35: стипендия Германской академии «Вилла Максима» (Рим);
- 1937: Премия «Вилла-Романа» Прусской академии художеств;
- 1947: Премия в области искусств города Мюнхен;
- 1958: Премия Корнелиуса города Дюссельдорф;
- 1959: баварский орден «За заслуги»;
- 1964: Большой крест за заслуги ФРГ;
- 1974: Почётная премия в области культуры города Мюнхен;
- 1981: Баварский орден Максимилиана за заслуги в области науки и культуры.